# Nelis Oosterwijk
Nelis Oosterwijk (Rotterdam, 9 januari 1945) is een Rotterdamse conceptueel kunstenaar en oud-politicus.

## Biografie
Oosterwijk werd geboren in Rotterdam op 9 januari 1945. Hij studeerde in 1967 af van de Academie voor Beeldende Kunsten te Rotterdam in de richting Tekenen, Schilderen en Grafisch ontwerp. Hij is de vader van fotograaf Lenny Oosterwijk.

## Werk als kunstenaar
Als kunstenaar werkt Oosterwijk zowel autonoom als in opdracht. Oosterwijk maakt schilderijen, tekeningen, grafiek, foto’s, objecten en fotocollages. In opdracht maakte hij onder andere werk voor deelgemeente Feijenoord in Rotterdam en voor NIVON.

### Geografische plaatsbepaling (1972)
Het werk 'Geografische Plaatsbepaling' in Delft maakte Nelis Oosterwijk in samenwerking met kunstenaars Gerard Hagen en Philip van Pieterson. Het idee achter het werk was het in beeld brengen van de onzichtbare lijnen in ons landschap waar we ons niet altijd van bewust zijn, maar die wel degelijk bestaan. Het werk bestaat uit een aantal marmeren platen en balken met inscriptie.
“Eigenlijk is de hele aarde op te delen in zulke rechthoeken," aldus Oosterwijk over het werk.

### Willem de Kooning (2006)
Het werk 'Willem de Kooning' is een conceptueel kunstwerk dat Oosterwijk maakte in 2006. Het werk is een uitsnede van een portret van de Kooning en valt onder de noemer 'monumentale kunst'. Oosterwijk plaatste de uitsnede achter het raam van het geboortehuis van de kunstenaar te Rotterdam.

### Lijst van exposities van Oosterwijk (1967-heden)
- 1967 Kunstzaal Zuid, Rotterdam
- 1971 Stedelijk Museum, Schiedam[3]
- 1974 Museum Het Prinsenhof, Delft
- 2010 Galerie Noorderzon, Rotterdam
- 2011 en 2012 Route du Noord, Rotterdam
- 2012 Galerie Untitled en RAW ART, Rotterdam

## Politiek
Oosterwijk was voor de PSP van 1982 tot 1988 lid van de Rotterdamse gemeenteraad. Ook was hij voor GroenLinks van 1994 tot 2002 portefeuillehouder Welzijn, Onderwijs, Sport en Recreatie in de deelgemeente Feijenoord.

## Drol van Rotterdam
Oosterwijk staat in de boeken als de eerste persoon die het beeld ‘Seated Woman’ van Willem de Kooning de bijnaam ‘de drol van Rotterdam’ gaf.